# SoftBank 940SC
OMNIA VISION SoftBank 940SC（オムニア ビジョン ソフトバンク きゅう よん まる エスシー）は、韓国のサムスン電子が開発した、ソフトバンクモバイルの第3世代携帯電話（SoftBank 3G・W-CDMA方式）端末である。2009年11月27日発売。

## 特長
2008年冬モデルで登場した930SCをベースに、より機能強化を行った端末である。テンキーがない、感圧式フルタッチパネルを引き続き採用したストレートモデル。
メインディスプレイは930SCよりも0.2インチ大きい3.5インチとなり，OMNIAシリーズ初となる有機ELを搭載。
また，ディスプレイ側の上下にスピーカーを搭載しているため，本体を横に置いたときにステレオスピーカーとして機能する。
Bang & Olufsen ICEpowerのアンプとYAMAHAのAudioEngine LSIを搭載しているため，ケータイとしては圧倒的な音質を実現した。
上記のような美麗な有機ELディスプレイと高音質スピーカーにより，OMNIA VISIONというペットネームがつけられている。
その他の特筆すべき点として，OMNIAシリーズで非対応だったFeliCaやGPSをついにサポート。また，ソフトバンク独自のモバイルウィジェットにも対応するなど，積極的な機能の引き上げが行われ，国内モデルに引けを取らない端末に仕上げられている。

## 主な機能・サービス
| 主な対応サービス   | 主な対応サービス                | 主な対応サービス     | 主な対応サービス |
| ------------------ | ------------------------------- | -------------------- | ---------------- |
| S!ともだち状況     | S!速報ニュース                  | S!情報チャンネル     |                  |
| PCサイトブラウザ   | 電子コミック                    | S!アプリ             |                  |
| 着うたフル／着うた | デコレメール                    | S!電話帳バックアップ |                  |
| S!FeliCa           | S!GPSナビ                       | Bluetooth            |                  |
| PCメール           | TVコール                        | 世界対応ケータイ     |                  |
| ワンセグ           | 3G ハイスピード 下り最大7.2Mbps | ハイスペック動画     |                  |

2014年3月8日以降、モバイルSuicaは非対応。

## 不具合
- 940SCで利用できない「タダメロディ」「タダ歌ばん」のサービスメニュー項目が表示されており2010年1月6日よりソフトウェア更新を開始した。740SCでも同様の不具合が生じている。